# LKT
LKT neboli lesní kolový traktor ( v Česku známý pod přezdívkou „lakatoš“, na Slovensku „lesní kolový tank“) je kloubový traktor určený pro práce v lese při těžbě dřeva.

## Historie
V roce 1966 byl v samostatné výzkumné stanici Křtiny, organizačně spadající do Výzkumného ústavu lesního hospodářství a myslivosti Jíloviště – Strnady, postaven první prototyp speciálního lesního kolového traktoru označeného SLKT zvaného „Jezevec“. Ve vývoji a výrobě pokračoval podnik ZŤS Martin.  V roce 1971 na Slovensku v obci Trstená, vyjel první sériově vyráběný lesní kolový traktor LKT 75. Původně se vyráběl v ZŤS Trstená v několika různých provedeních a typech – LKT 50, 75, 80, 81, 81T, 90, 120, LPKT 40, LKT 81 turbo – označení odpovídá výkonu motoru 50–120 kW. Současné verze modelu LKT 81 ITL, LKT 81, LKT 82 mají více elektroniky, pohání je moderní motory od JCB a Cummins. Vzorem pro LKT byl traktor Kockum,[zdroj?] výrobce Kockum Landsverk AB, Švédsko – také kloubový, ovšem s nižším výkonem. LKT byl úspěšný exportní artikl a vyvážel se do celého světa. Aktuální modelová produkce je LKT60, LKT81, LKT130, LKT150 a LKT210.

## Internetový mem
Zvukový záznam zřejmě z přelomu tisíciletí, na kterém mechanik „Luboš“ běduje nad konstrukcí LKT, která podle jeho slov protáhne tříminutovou opravu u jiných strojů na celý den a je potřeba při ní rozebrat celý traktor, přitáhl pozornost veřejnosti k LKT. Ze záznamu jeho snahy a následné frustrace z konstrukce stroje se stal internetový mem známý jako „Luboš opravuje Lakatoš“.